# Синхронный усилитель

В одном из вариантов синхронного усилителя используется перемножитель опорного сигнала с зашумленным сигналом и фильтр нижних частот (ФНЧ). При необходимости фаза опорного сигнала подстраивается под фазу исследуемого сигнала.

Синхро́нный усили́тель — тип электронного усилителя, в котором применён принцип синхронного детектирования сигнала.
Позволяет обнаруживать периодические полезные сигналы с заранее известной частотой на фоне очень сильных помех, величина которых может превосходить в десятки и сотни раз амплитуду полезного сигнала.
Выигрыш в разрешении сильно зашумлённого сигнала осуществляется за счёт сужения полосы частот, или, что то же самое — за счёт увеличения времени накопления.

## Принцип действия

Применение синхронного усилителя в абсорбционном фотометре. Поток света через образец периодически прерывается обтюратором. Синхронно с прерываниями в синхронном усилителе открывается и закрывается ключ. Выход синхронного усилителя подключен к интегрирующему регистратору.

Главными элементами синхронного усилителя являются ключ и усреднитель сигнала. Ключ коммутируется с частотой принимаемого полезного периодического сигнала, а выход ключа подключён к какому-нибудь усреднителю сигнала, например, интегратору. При работе ключ передаёт на интегратор в каждом периоде только часть периода — время выборки, в остальное время периода ключ разомкнут. Так как сигнал помехи обычно некоррелирован с полезным сигналом, то во время выборки сигнал помехи имеет разные знаки и, будучи проинтегрирован за достаточно большое число выборок, даст небольшой относительно сигнала вклад в выходной сигнал интегратора, в то время как полезный сигнал во время каждой выборки имеет один и тот же знак и поэтому постепенно накапливается интегратором.
Допустим, что полезный сигнал синусоидальный с частотой {\displaystyle \omega } и амплитудой {\displaystyle A}:
{\displaystyle U_{s}(t)=A\sin(\omega t),}
который аддитивно смешан (просуммирован) с сигналом шума с нулевым математическим ожиданием {\displaystyle U_{n}(t)}, например, с гауссовским шумом, то есть сигнал, подаваемый на ключ имеет вид:
{\displaystyle U_{s}n(t)=A\sin(\omega t)+U_{n}(t).}
Пусть ключ открывается в течение каждого 1-го полупериода сигнала, тогда выходной сигнал интегратора с нулевым начальным сигналом через достаточно длительное время, спустя {\displaystyle n+1} периодов будет:
{\displaystyle U_{I}(t)=\int _{0}^{T/2}[A\sin(\omega t)+U_{n}(t)]\,dt+\int _{T}^{T+T/2}[A\sin(\omega t)+U_{n}(t)]\,dt+\dots +\int _{nT}^{nT+T/2}[A\sin(\omega t)+U_{n}(t)]\,dt={};}
{\displaystyle {}=\int _{0}^{T/2}A\sin(\omega t)\,dt+\int _{T}^{T+T/2}A\sin(\omega t)\,dt+\dots +\int _{nT}^{nT+T/2}A\sin(\omega t)\,dt+{};}
{\displaystyle {}+\int _{0}^{T/2}U_{n}(t)\,dt+\int _{T}^{T+T/2}U_{n}(t)\,dt+\dots +\int _{nT}^{nT+T/2}U_{n}(t)\,dt.}
Сумма интегралов, где в подынтегральном выражении полезный сигнал будет равна {\displaystyle (n+1)\cdot A,} а сумма интегралов с шумовым сигналом близка к 0 — оценке математического ожидания гауссовского сигнала за время {\displaystyle (n+1)\cdot T/2.}
Таким образом, описанный метод позволяет накапливать сигнал, причём отношение сигнала к шуму в результате обработки будет тем больше, чем длительнее время накопления.
В рассмотренном примере было принято, что времена выборки длятся первую половину периода (ключ открывается в течение первого полупериода). То есть, обработка произведена с априорным знанием частоты и фазы полезного сигнала. Во многих приложениях это априорное знание имеется. Но в некоторых случаях известна только частота сигнала, но неизвестна фаза. В этом случае можно накапливать результаты с помощью 2 ключей и двух интеграторов, причём фазы открытия ключей сдвинуты на четверть периода (π/2), что гарантирует по крайней мере в одном из каналов накопление результата. В этом случае амплитуда и фаза полезного сигнала могут быть получены вычислениями:
{\displaystyle A={\sqrt {{U_{0}}^{2}+U_{\pi /2}^{2}}},}
и
{\displaystyle \theta =\arctan {\frac {U_{0}}{U_{\pi /2}}},}
где {\displaystyle U_{0}} и {\displaystyle U_{\pi /2}} — выходные сигналы каналов.
Если априорно неизвестна также и частота полезного сигнала, то для её определения с целью применения синхронного детектирования применяют корреляционные статистические математические методы или спектральные, например, с помощью дискретного преобразования Фурье по выборкам сигнала или спектральные экспериментальные методы с помощью анализаторов спектра.
Описанный метод пригоден не только для обнаружения сигнала и определения его амплитуды, но и для определения формы периодического сигнала. Для определения формы ключ открывают в течение небольшого времени в периоде и задержку открытия ключа относительно начала периода постепенно изменяют, применяют так называемое «стробоскопическое осциллографирование».

## Применение
Данный метод и приборы, основанные на методе применяются везде, где требуется обнаружение слабых сигналов и измерение их параметров на фоне сильных помех, в астрономии, геофизике, радиосвязи, навигации и др.